# Joop Celis
Joop Celis (1958) is een Nederlands pianist.
Hij studeerde aan het conservatorium van Maastricht bij Jo Dusseldorp, en later aan de Folkwang Hochschule in Essen bij Paul Badura-Skoda. Daarna bouwde hij een loopbaan op als solopianist, kamermusicus en leraar. Hij concerteerde op diverse (inter)nationale podia en won onder meer prijzen op concoursen in Bolzano (Busoni-concours), Épinal en Eindhoven (Trompconcours). Al vrij snel na zijn studie werd hij aangesteld als hoofdvakleraar piano aan het conservatorium van Maastricht. Daarnaast geeft hij tegenwoordig ook les aan het Lemmensinstituut te Leuven. Sinds september 2011 is hij verbonden als hoofdvakdocent piano aan het Fontys Conservatorium Tilburg.
Joop Celis is vaste duopartner van de violist Roeland Gehlen. Ook vormt hij een pianoduo met pianist Frédéric Meinders. Internationale bekendheid verwierf Celis vanaf 2005 toen hij een groot aantal pianowerken van de relatief onbekende Britse componist York Bowen voor het label Chandos op cd zette.
- Bibliothèque nationale de France: cb16739751t (data)
- Gemeinsame Normdatei: 104696366X
- International Standard Name Identifier: 0000 0000 4453 3432
- Library of Congress Control Number: no2005033890
- MusicBrainz: 60ae149f-5205-4c3b-8133-b3c1a86303fa
- Virtual International Authority File: 63739120
- WorldCat: E39PBJvt9bXX8wXR9dc6WYGrbd